# GCM1
O fator de transcrição específico para coros GCMa é uma proteína que, em humanos, é codificada pelo gene GCM1.
Esse gene codifica uma proteína de ligação ao DNA com um motivo gcm (motivo que falta às células da glia). A proteína codificada é um homólogo do gene ausente das células gliais de Drosophila (gcm). Esta proteína se liga ao motivo GCM (A/G)CCCGCAT, uma nova sequência entre os alvos conhecidos das proteínas de ligação ao DNA. O domínio de ligação ao DNA do terminal N confere a atividade única de ligação ao DNA desta proteína.